# Krymsk

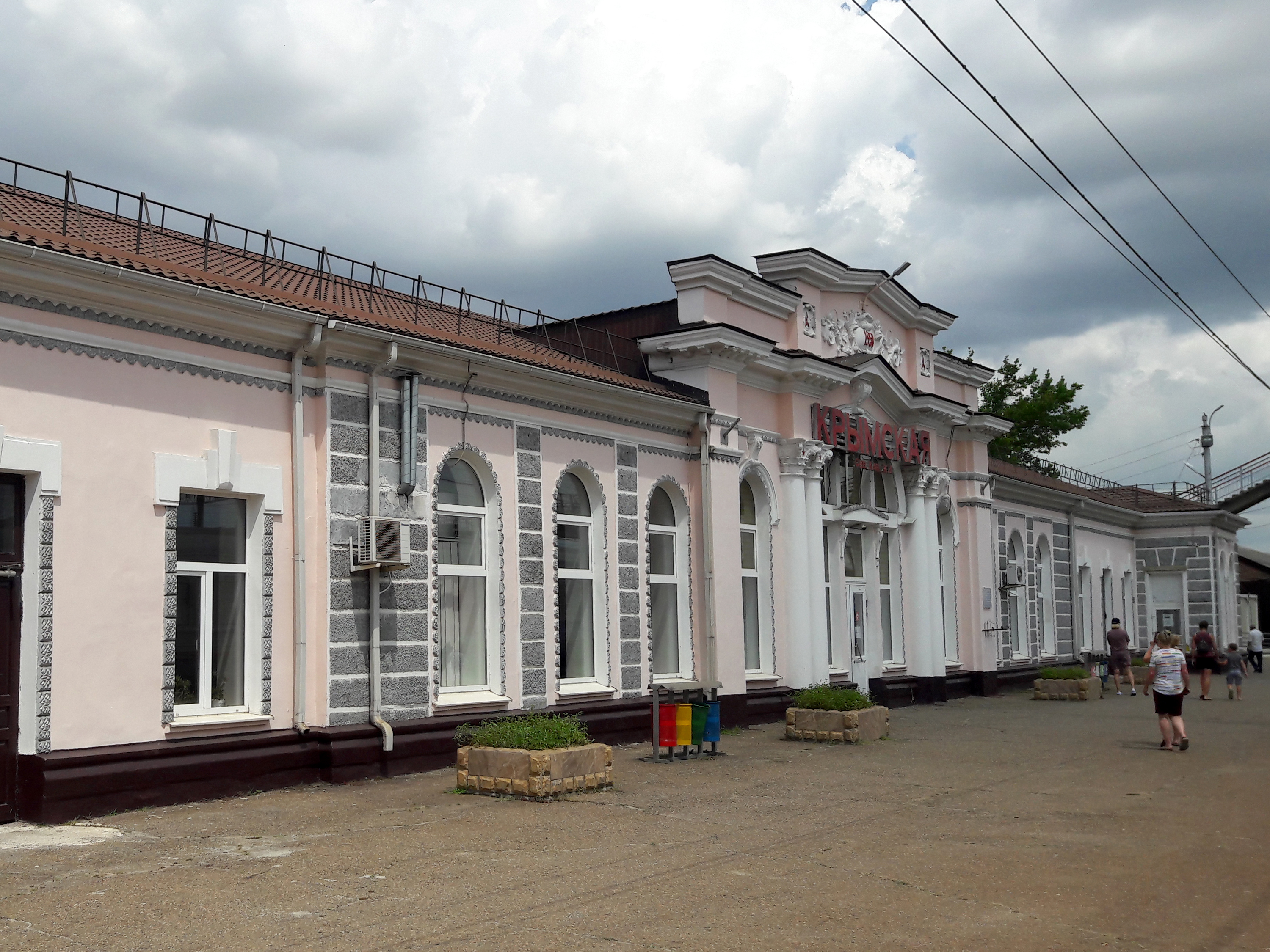
Nhà ga đường sắt Krymskaya

Krymsk (tiếng Nga:Крымск) là một thành phố Nga. Thành phố này thuộc chủ thể Krasnodar Krai. Dân số: 57.927 (2020), 57.382 (Điều tra dân số 2010); 56.623 (Điều tra dân số 2002); 50.893 (Điều tra dân số năm 1989).

## Khí hậu
Krymsk có khí hậu cận nhiệt đới ẩm (phân loại khí hậu Köppen Cfa).
| Dữ liệu khí hậu của Krymsk              | Dữ liệu khí hậu của Krymsk | Dữ liệu khí hậu của Krymsk | Dữ liệu khí hậu của Krymsk | Dữ liệu khí hậu của Krymsk | Dữ liệu khí hậu của Krymsk | Dữ liệu khí hậu của Krymsk | Dữ liệu khí hậu của Krymsk | Dữ liệu khí hậu của Krymsk | Dữ liệu khí hậu của Krymsk | Dữ liệu khí hậu của Krymsk | Dữ liệu khí hậu của Krymsk | Dữ liệu khí hậu của Krymsk | Dữ liệu khí hậu của Krymsk |
| Tháng                                   | 1                          | 2                          | 3                          | 4                          | 5                          | 6                          | 7                          | 8                          | 9                          | 10                         | 11                         | 12                         | Năm                        |
| --------------------------------------- | -------------------------- | -------------------------- | -------------------------- | -------------------------- | -------------------------- | -------------------------- | -------------------------- | -------------------------- | -------------------------- | -------------------------- | -------------------------- | -------------------------- | -------------------------- |
| Trung bình ngày tối đa °C (°F)          | 5.8 (42.4)                 | 5.4 (41.7)                 | 8.4 (47.1)                 | 14.0 (57.2)                | 18.9 (66.0)                | 23.0 (73.4)                | 26.8 (80.2)                | 26.5 (79.7)                | 22.0 (71.6)                | 16.9 (62.4)                | 11.2 (52.2)                | 6.9 (44.4)                 | 15.5 (59.9)                |
| Trung bình ngày °C (°F)                 | 3.9 (39.0)                 | 3.3 (37.9)                 | 6.2 (43.2)                 | 11.4 (52.5)                | 16.1 (61.0)                | 20.4 (68.7)                | 24.1 (75.4)                | 23.9 (75.0)                | 19.6 (67.3)                | 14.5 (58.1)                | 9.1 (48.4)                 | 5.0 (41.0)                 | 13.2 (55.8)                |
| Tối thiểu trung bình ngày °C (°F)       | 2.1 (35.8)                 | 1.3 (34.3)                 | 3.8 (38.8)                 | 8.5 (47.3)                 | 13.0 (55.4)                | 17.7 (63.9)                | 21.2 (70.2)                | 21.0 (69.8)                | 16.9 (62.4)                | 12.0 (53.6)                | 7.0 (44.6)                 | 3.1 (37.6)                 | 10.6 (51.1)                |
| Lượng Giáng thủy trung bình mm (inches) | 98 (3.9)                   | 82 (3.2)                   | 76 (3.0)                   | 71 (2.8)                   | 71 (2.8)                   | 84 (3.3)                   | 65 (2.6)                   | 71 (2.8)                   | 80 (3.1)                   | 102 (4.0)                  | 111 (4.4)                  | 83 (3.3)                   | 994 (39.2)                 |
| Nguồn: Krasnodar-meteo.ru               |                            |                            |                            |                            |                            |                            |                            |                            |                            |                            |                            |                            |                            |